# The Rookie (série de televisão)
The Rookie é um drama policial norte-americano criado por Alexi Hawley para o canal de televisão ABC. A série segue John Nolan, o recruta mais velho do Departamento da Polícia de Los Angeles (LAPD). A série é produzida pela ABC Signature e pela Entertainment One. É baseada na história real do policial William Norcross, que se mudou para Los Angeles em 2015 e se juntou ao Departamento da Polícia de Los Angeles aos 40 anos.
O elenco é composto por Nathan Fillion, Alyssa Diaz, Richard T. Jones, Titus Makin Jr., Melissa O'Neil, Afton Williamson, Mekia Cox, Shawn Ashmore, e Eric Winter. The Rookie estreou em 16 de outubro de  2018. Em março de 2022, a série foi renovada para a quinta temporada, que estreou em 25 de setembro de 2022. Em abril de 2023, a série foi renovada para a sexta temporada, que estreou em 20 de fevereiro de  2024. A série foi renovada para a sétima temporada, estreando o primeiro episódio da temporada 7 no dia 07/01/2025 nos Estados Unidos, sem previsão de estreia no Brasil 

## Premissa
A série segue John Nolan, um recém-divorciado de 45 anos, originário da Pensilvânia, que, nove meses depois de ajudar a polícia durante um assalto a um banco na sua cidade natal de Foxburg, decide mudar-se para Los Angeles para começar a carreira de polícia no Departamento da Polícia de Los AngelesDepartamento da Polícia de Los Angeles (LAPD). Depois de concluir a Academia da Polícia, tornando-se o recruta mais velho do programa, Nolan tem de navegar através dos perigos e imprevistos do seu novo trabalho, e está determinado a ter sucesso na sua nova carreira, apesar dos desafios.
O ator que interpreta a personagem principal, Nathan Fillion, afirmou durante uma entrevista que a série era baseada numa história real, visto que a LAPD é um dos dois departamentos que aceitam recrutas com mais de 37 anos. O homem cuja história inspirou a premissa do programa foi mais tarde revelado ser Bill Norcross, amigo de faculdade do produtor executivo Jon Steinberg, que baseou a série na sua história. Norcross continua a trabalhar na LAPD e também é produtor executivo de The Rookie.

## Episódios
| Temporada | Episódios | Originalmente exibido  | Originalmente exibido |
| --------- | --------- | ---------------------- | --------------------- |
| Temporada | Episódios | Estreia da Temporada   | Fim da Temporada      |
| 1         | 20        | 16 de outubro de 2018  | 16 de abril de 2019   |
| 2         | 20        | 29 de outubro de 2019  | 10 de maio de 2020    |
| 3         | 14        | 3 de janeiro de 2021   | 16 de maio de 2021    |
| 4         | 22        | 26 de setembro de 2021 | 15 de maio de 2022    |
| 5         | 22        | 25 de setembro de 2022 | 2 de maio de 2023     |
| 6         | 10        | 20 fevereiro 2024      | 22 de maio de 2024    |
| 7         | 18        | 7 de janeiro de 2025   | 13 de maio de 2025    |

## Elenco e personagens

### Principal
- Nathan Fillion como John Nolan: O recruta mais novo no Departamento da Polícia de Los Angeles (LAPD), designado para trabalhar na Esquadra de Mid-Wilshire.[1] Ele estudava na Universidade Estadual da Pensilvânia mas abandonou o curso quando descobriu que a sua namorada Sarah, com quem casou, estava grávida, e arranjou um trabalho no ramo da construção. Aos 45 anos, Nolan fechou o negócio de construção na Pensilvânia e, depois de ajudar a polícia durante um assalto a um banco na sua cidade natal de Foxburg, decide mudar-se para Los Angeles para começar a carreira de polícia. É divorciado e tem um filho, Henry. Nolan torna-se instrutor nas últimas temporadas da série para ensinar as próximas gerações de polícias e ajudar a fazer mudanças positivas no departamento.
- Alyssa Diaz como Angela Lopez: detetive na LAPD. Ela é a instrutora do polícia Jackson West (temporadas 1–3). Casa-se com Wesley e torna-se numa detetive inspiradora, e mãe, mais tarde na série.
- Richard T. Jones como Wade Grey: Sargento e comandante da Esquadra da Polícia de Mid-Wilshire. Grey incialmente acredita que Nolan pode ter mudado de carreira por causa de uma crise de meia-idade e duvida do seu talento para ser polícia no entanto, mais tarde vê o seu potencial. Grey serviu no Exército dos Estados Unidos antes de se juntar à LAPD. Tem uma filha na universidade em Nova Iorque.
- Titus Makin Jr. como Jackson West (temporadas 1–3, convidado na temporada 4):[4][5] Um recruta impaciente, e um pouco ingénuo, filho do Comandante Percy West, chefe do Departamento de Assuntos Internos da LAPD. O melhor da sua turma na Academia de Polícia, está empenhado em ser o melhor polícia do departamento e em manter a tradição familiar. Jackson morre no primeiro episódio da temporada 4, depois de tentar identificar as pessoas que o raptaram.
- Mercedes Mason como Zoe Andersen (temporada 1; convidada na temporada 3): A confiante e irreverente chefe de Nolan,[6] Capitã Andersen fez parte do Corpo Fuzileiro Naval dos Estados Unidos, servindo na polícia militar. Depois de deixar os Marines, passou um ano na Direção de Investigações Criminais da Polícia do Pentágono dos Estados Unidos antes de ingressar na LAPD. Por causa da sua vasta experiência, Andersen subiu depressa na hierarquia, a ponto de alguns dos seus recrutas a verem mais como uma chefe do que colega. Andersen morre no cumprimento do seu dever, quando tenta proteger Nolan de um vingativo líder de um gangue.
- Melissa O'Neil como Lucy Chen: Uma recruta ambiciosa que tem dificuldade em provar o seu valor ao seu instrutor, Tim Bradford. Ela tem 29 anos. Os seus pais são psicólogos e não gostam da sua escolha de carreira. O'Neil também interpreta a doppelgänger de Lucy, 'Juicy', em temporadas posteriores. Mais tarde, consegue qualificar-se para trabalhar como infiltrada e começa a namorar o antigo instrutor, Tim.
- Afton Williamson como Talia Bishop (temporada 1): Recém promovida a instrutora, o seu primeiro recruta é Nolan. Ambiciosa, ela esforça-se para se tornar detetive e espera chegar longe no Departamento da Polícia. É revelado que ela abandona a LAPD para trabalhar na ATF.
- Eric Winter como Timothy 'Tim' Bradford: Um instrutor rigoroso e prático. Ele é designado para treinar Chen e embora a trate com justiça, é duro para ela. Ele fez parte do Corpo Fuzileiro Naval dos Estados Unidos, sendo líder de um esquadrão, e serviu no Iraque e no Afeganistão antes de se juntar à LAPD. Winter também interpreta o doppelgänger de Tim, 'Dim', em temporadas posteriores. Ele desiste das suas funções de agente de patrulha para ter um relacionamente com Lucy e junta-se à Unidade da Polícia Metropolitana da LAPD.
- Mekia Cox como Nyla Harper (temporada 2–presente): A nova instrutora de Nolan, uma detetive durona e experiente que acaba de regressar de um trabalho de quatro anos como infiltrada. Depois de treinar Nolan e Aaron, e de dar à luz, regressa ao trabalho como detetive e é a parceira de Lopez.
- Shawn Ashmore como Wesley Evers (temporada 3–presente; papel recorrente nas temporadas 1–2): Um advogado de defesa com quem Lopez inicialmente entra em conflito, mas com quem mais tarde tem um relacionamento. O par casa-se e tem um filho chamado Jack e uma filha. Mais tarde, trabalha como Procurador Distrital Adjunto.
- Jenna Dewan como Bailey Nune (temporada 4–presente;[7] convidada na temporada 3): Uma bombeira cuja primeira aparição na série é como companheira de Nolan no casamento de Lopez, e que mais tarde se torna sua noiva. Antes de se juntar à LAFD, serviu no Exército dos Estados Unidos e atualmente faz parte da reserva. No episódio 2 da temporada 6, intitulado "The Hammer", Bailey e Nolan casam-se.
- Tru Valentino como Aaron Thorsen (temporada 5–presente; papel recorrente na temporada 4): Um recruta novato que se vê envolvido num julgamento de homicídio, sendo depois abssolvido. Ele vem de uma família rica e era uma celebridade na Internet antes da sua prisão e julgamento.
- Lisseth Chavez como Celina Juarez (temporada 6;[8] papel recorrente na temporada 5): A recruta entusiasta de Nolan.[9] Ela causa problemas a Nolan porque ele acredita que ela é muito supersticiosa. Ela entrou na Academia para solucionar o assassinato e desaparecimento da sua irmã.

### Recorrentes
- Mircea Monroe como Isabel Bradford (temporada 1; convidada na temporada 5): A ex-mulher de Tim Bradford, uma polícia da Unidade de Narcóticos infiltrada que se tornou dependente de drogas.
- Sara Rue como Nell Forester (temporadas 1–2; convidada na temporada 4): Uma ex-operadora do call center da polícia que Tim suborna para receber as melhores chamadas.
- Currie Graham como Ben McRee (temporada 1; convidado na temporada 3): Amigo de Nolan desde a infância, que empresta a sua mansão a Nolan.
- Demetrius Grosse como Kevin Wolfe (temporada 1): A detetive encarregada do caso de Isabel.
- David DeSantos como Elijah Vestri (temporada 1): Um detetive encarregue do caso de Isabel. É alvejado e morto durante a primeira temporada da série, num tiroteio com membros de um gangue de traficantes de droga.
- Zayne Emory como Henry Nolan: O filho de John Nolan, estudante universitário. Ele fica noivo de Abigail durante a segunda temporada.[10] É revelado que ele tem um problema cardíaco congénito na terceira temporada.
- Michael Beach como Percy West (temporadas 1–3): Pai de Jackson, e comandante da Unidade de Assuntos Internos.
- Brent Huff como Quigley Smitty: Um instrutor na polícia preguiçoso que mora num parque de estacionamento de caravanas do outro lado da rua da Esquadra de Mid-Wilshire.
- Kanoa Goo como Chris Sanford: Ele é Produrador Distrital Adjunto e ex-namorado de Lucy Chen.
- Angel Parker como Luna Grey: Mulher de Wade Grey e mãe da filha de ambos, Dominique.[11]
- Sarah Shahi como Jessica Russo (temporadas 1–2): Ex-negociante de reféns do FBI, que tem a sua própria empresa de segurança, e autora. Mais tarde, aceita um trabalho no Departamento de Seguraça Interna enquanto namora com Nolan. Eles separam-se quando ela percebe que ele não está pronto para ter mais filhos.
- Matthew Glave como Oscar Hutchinson: Um prisioneiro que escapa da prisão quando o autocarro prisional sofre um acidente, mas é capturado mais tarde por Lopez e Jackson. Oscar acaba por ajudar os polícias como informador em vários casos, incluindo de antigos prisioneiros.
- Harold Perrineau como Nick Armstrong (temporada 2; convidado na temporada 3): Um novo detetive do turno da noite que ajuda a Esquadra de Mid-Wilshire da LAPD, e que mais tarde revela ser corrupto, pois trabalha para uma conhecida família crimonosa. Armstrong tenta culpar John Nolan mas é alvejado e morto por membros de um gangue no primeiro episódio da terceira temporada, intitulado "Consequences", como parte de um encobrimento.
- Daniel Lissing como Sterling Freeman (temporada 2; convidado na temporada 3): Um ator famoso que faz parte do elenco de uma série policial, que namora Jackson durante um breve período de tempo, antes de ser revelado que é um antigo criminosos chamado Skipper Young.
- Ali Larter como Grace Sawyer (temporada 2): Uma médica no Hospital Shaw Memorial e ex-namorada de Nolan com quem ele reconecta brevemente.
- Enver Gjokaj como Donovan Town (temporadas 2, 4): Ex-marido de Harper. Harper está a lutar contra ele pela custódia da filha de ambos, Lila.
- Carsyn Rose como Lila Town (temporadas 2, 4): Filha de Harper e Donovan.
- Madeleine Coghlan como Abigail (temporadas 2–3): Noiva de Henry Nolan.
- Annie Wersching como Rosalind Dyer (temporadas 2, 5; convidada na temporada 3): Uma assassina em série e némesis de Armstrong, o polícia que a prendeu e que fez com que fosse a julgamento.
- Jeff Pierre como Emmett Lang (temporada 2): Um bombeiro amigo de Tim Bradford e que namora Lucy durante um breve período de tempo.
- Hrach Titizian como Ruben Derian (temporada 2; convidado na temporada 3): Um membro da família criminosa Derian que recrutou Armstrong e Erin Cole para o ajudar a destruir provas que implicassem o seu irmão Serj pelo homicídio de Chris Rios.
- Brandon Routh como Doug Stanton (temporada 3): O novo instrutor de Jackson West, que tem uma ética questionável e faz profiling racial. Deixa a Esquadra de Mid-Wilshire depois de Jackson arriscar a vida para expôr os seus segredos.
- Arjay Smith como James Murray (temporada 3–presente): Um residente do bairro que Nolan e Harper patrulham. Ele e Harper começam a namorar na temporada 3, e durante a temporada 4, ela acaba por engravidar. Ele pede-a em casamento na temporada 4, depois de rejeitar o pedido ela, e os dois acabam por se casar no tribunal.
- Toks Olagundoye como Fiona Ryan (temporada 3): Uma professora de Ética e Justiça Criminal. Nolan frequenta as suas aulas noturnas para acabar a escola e poder qualificar-se como instrutor. Também é uma ativista conhecida, especialmente nos direitos civis e reforma policial, e escreveu um livro sobre desigualdade racial no sistema judicial.
- Dylan Conrique como Tamara Colins (temporada 3–presente): Uma estudante do secundário sem-abrigo que Lucy protege e ajuda. Tornam-se colegas de casa quando Tamara fica com o quarto de Jackson, depois da sua morte.
- Camille Guaty como Sandra "La Fiera" De La Cruz (temporada 3; convidada na temporada 4): Uma empresária guatemalteca e traficante de droga, que tem uma vendeta com Lopez. Depois de o seu filho Diego ser morto por um gangue rival, ela rapta Lopez.
- Brandon Jay McLaren como Elijah Stone (temporadas 4–5): Um homem do crime que força Wesley a ser seu advogado para retirar Angela Lopez da Guatemala.

### Convidados notáveis
- Danny Nucci como Sanford Motta: Um detetive arrogante da Unidade de Crimes Graves que despreza os recrutas.[12]
- Shawn Christian como Jeremy Hawke: O antigo instrutor de Nolan na Academia que se torna desonesto.[13]
- Joelle Carter como Megan Mitchell: A ex-mulher de Hawke, que luta contra ele pela custódia do filho de ambos, Logan.[13]
- Niko Nicotera como Carson Miller: Ex-namorado de Isabel e traficante de droga.[14][15]
- Jose Pablo Cantillo como Franco DeSantis: Um traficante de droga que rouba dinheiro de uma apreensão policial.[16]
- Beau Garrett como Denise: Uma mulher que Nolan salva no dia de São Valentim, que fica com uma obssessão não saudável por ele.
- Sean Maher como Caleb Jost: Um prisioneiro que escapa da prisão quando o autocarro dos prisioneiros sofre um acidente, no episódio intitulado "Manhunt", que é recapturado por Nolan, Bishop, e Jessica.
- Mario Lopez como ele próprio: Uma celebridade mandada parar por Tim e Lucy por ignorar um sinal de STOP que tenta suborná-los com bilhetes, num exercício de integridade feito pelo Departamento de Assuntos Internos da LAPD.[17]
- Joel McHale como Brad Hayes: Um ex-polícia que patrulhava a fronteira e que traficava pessoas para um cartel, sob a proteção de Tim e Nolan.[18]
- Michael Trucco como Sean Del Monte: Um Advogado Distrital Assistente que atribui a Nolan e Tim uma equipa de proteção, no episódio intitulado "The Shake Up". Volta a aparecer mais tarde, no episódio "The Dark Side", quando faz um acordo com Rosalind Dyer, para ela revelar o paradeiro das suas vítimas.
- Jim Lau como Patrick Chen: Pai de Lucy Chen, que é magoado por um dos seus pacientes e obrigado a ir ao hospital. Mais tarde, tem um discussão com Lucy acerca da maneira como a LAPD lida com casos de saúde mental.
- will.i.am como ele próprio: Aparece quando um alarme silencioso é ativado na sua residência, por causa de um homem que acidentalmente fica preso numa árvore, depois de aterrar de paraquedas no quintal errado.
- Stephen Lang como Trent Williams: O chefe do Departamento da LAPD. É ele que faz o exame oral a Nolan, Lucy, e Jackson.
- Felicia Day como Dr. Morgan: Uma médica do CDC, especialista em doenças infecciosas.[19]
- Mark Cuban como ele próprio: Aparece quando Nolan e Grey respondem a um incidente no seu restaurante.
- Mitch Pileggi como Rex: Um caçador de recompensas e polícia reformado da LAPD. Amigo de Tim.
- Seamus Dever como Chaz Bachman: Advogado que é preso por Nolan e Lopez por comprar drogas.[20]
- Jon Huertas como Alejandro Mejia / Cesar Ojeda: Um agente infiltrado da DHS, cuja identidade é descoberta, que quase morre depois de dois criminosos o procurarem para obter informações.[20]
- Lauren Tom como Mrs. Chen: Mãe de Lucy Chen, que vem para o apartamento de Lucy depois de discutir com o marido, pai de Lucy.
- Eric Weddle como ele próprio: aparece durante um jogo de futebol americano da equipa junior Los Angeles Rams. Foi adversário de Tim durante o secundário.[21]
- Robert Woods como ele próprio: aparece durante um jogo de futebol americano da equipa junior Los Angeles Rams.[21]
- Alan Tudyk como Ellroy Basso: Empregado pela LAPD para limpar cenas de crime. Ele e Nolan conseguem apanhar os verdadeiros criminosos quando estes regressam ao local do crime. Mais tarde, tem uma relação com Nell Forester.[22]
- Michael Cassidy como Caleb Wright: Um homem que Lucy encontra num bar e que afinal é um assassino em série e associado de Rosalind Dyer.[23]
- Pete Davidson como Pete Nolan: Meio-irmão de Nolan, que se conhecem no funeral do pai.[24]
- Seth Green como Jordan Neil: Um homem que rouba a identidade de Nolan.[25]
- Greg Grunberg como Larry Macer (temporadas 3 e 4): Ex-polícia da LAPD antes de ser libertado após um acidente em que a sua arma falhou na sua primeira chamada.
- Roselyn Sánchez como Valerie Castillo: Uma jornalista ambiciosa.
- Bailey Chase como Michael Banks: Um agente da DEA que auxilia Nolan e Harper numa rusga.
- Don Swayze como Sharp: Um guarda prisional da Prisão Correcional da Califórnia que ajuda Nolan e Harper durante um motim.
- Hannah Kasulka como Erin Cole: Um recruta novato que é corrupto, trabalha para a família Derian, que mais tarde é morto por Armstrong.
- Christopher O'Shea como Chris Rios: Um recruta novato que é alvejado fatalmente por Serj Derian, o que deixa Jackson devastado, visto que eram amigos.
- Armin Shimerman como Juíza Paloma: A juíza que aprova o mandado de detenção de Nolan.
- Frances Fisher como Evelyn Nolan: A mãe super-protetora e manipulativa de Nolan.
- Frankie Muniz como Corey Harris: Uma antiga criança famosa que gere um culto.
- Skyler Samuels como Charlotte Luster: Amiga e ex-colega de Corey.
- Rainn Wilson como ele próprio: Uma celebridade dona do corpo mumificado de Charlie Chaplin, entrevistada para um documentário de true crime.
- Molly Quinn como Ashley: Filha do prisioneiro Oscar Hutchinson, pessoa de interesse num caso de rapto.
- Katy O'Brian como Katie Barnes: Uma nova recruta da LAPD, veterana de guerra. Tim é o seu instrutor, mas Katie acaba por se demitir.
- Emily Deschanel como Sarah Nolan: Ex-mulher de Nolan e mãe do filho de ambos, Henry.
- Kyle Secor como Sam Taggart: Um Agente Especial da DEA encarregue do caso La Fiera.
- Joshua Malina como Max: Um homem com laços à Inteligência dos Estados Unidos.
- Kathryn Prescott como Katerina Antonov / Linda Charles: Uma agente do FSB que planeava matar todos os homens envolvidos no ataque de drone que matou o seu irmão.
- Piper Curda como Billie Park: Uma mula de drogas, detida por West e Chen quando tenta fugir durante uma operação de STOP.
- Peyton List como Gennifer Bradford: Irmã mais nova de Tim Bradford.
- James Remar como Tom Bradford: Pai de Tim e Gennifer Bradford, alcoólico e abusivo.
- Flula Borg como Skip Tracer Randy, caçadora de recompensas.
- Tamala Jones como Yvonne Thorsen: Mãe de Aaron Thorsen, que tenta publicitar a sua vida como agente da polícia.
- Niecy Nash como Simone Clark: Agente do FBI com as mesmas prrioridades de John Nolan, e protagonista do spin-off The Rookie: Feds.[26] É também a mais velha NAT em Quântico.
- Britt Robertson como Laura Stensen, colega do FBI de Simone Clark em The Rookie: Feds.
- Felix Solis como Matthew Garza, o Agente Especial Supervisor do FBI e líder da equipa de Simone Clark em The Rookie: Feds.
- Kevin Zegers como Brendan Acres, amigo e colega de Simone Clark em The Rookie: Feds.
- Thomas Dekker como Jeff Boyle / Eli Reynolds em The Rookie: Feds.
- Bridget Regan como Monica Stevens, Advogada de Elijah Stone e ex-mulher de Wesley.
- Kelly Clarkson como ela própria.
- Kyle Schmid como Noah Foster, um detetive infiltrado que foi colega de escola de Lucy na escola de infiltrados.
- Preeti Desai como Charlie Bristow.
- Lance Bass como ele próprio.
- Jake Tapper como ele próprio.

## Produção

### Desenvolvimento
A 26 de outubro de 2017, a ABC anunciou a série The Rookie, com o ator de Castle, Nathan Fillion, e escrita pela produtora executiva e co-showrunner de Castle, Alexi Hawley. Fillion e Hawley são produtores executivos, junto com Mark Gordon, Nicholas Pepper, Michelle Chapman, e Jon Steinberg. A série é produzida pela ABC Studios e pela Companhia The Mark Gordon, e estreou a 16 de outubro de 2018. A 5 de novembro de 2018, The Rookie foi escolhida para série de 20 episódios. A 10 de maio de 2019, a ABC renovou a série para uma segunda temporada, que estreou a 29 de setembro de 2019. A 28 de outubro de 2019, a série foi encomendada para uma nova temporada de 20 episódios.
A 21 de maio de 2020, a ABC renovou a série para uma terceira temporada que estreou a 3 de janeiro de 2021. A 14 de maio de 2021, a ABC renovou a série para uma quarta temporada que estreou a 26 de setembro 2021. A 30 de março de 2022, a ABC renovou a série para uma quinta temporada que estreou 25 de setembro de 2022. A 17 de abril de 2023, a ABC renovou a série para uma sexta temporada que estreou a 20 de fevereiro de 2024.

### Casting
Com a encomenda da série em outubro de 2017, Fillion foi anunciado como John Nolan. A 7 de fevereiro de 2018, Afton Williamson e Eric Winter foram anunciados como Talia Bishop e Tim Bradford, respetivamente. Seguiram-se os anúncios de Melissa O'Neil como Lucy Chen, Richard T. Jones como Sergeant Wade Grey, Titus Makin como Jackson West, Alyssa Diaz como Angela Lopez, e Mercedes Mason como Captain Zoe Andersen.
A 4 de agosto de 2019, foi anunciado que Williamson não iria regressar para a segunda temporada devido ao alegado assédio sexual, agressão sexual e discriminação racial de que foi alvo durante a primeira temporada. A 2 de outubro de 2019, Mekia Cox juntou-se ao elenco como regular, interpretando Nyla Harper, a partir da segunda temporada.

### Filmagens
Em janeiro de 2018, Liz Friedlander assinou contrato para realizar e produzir o episódio piloto. A produção do episódio piloto começou a 7 de março de 2018, com as filmagens a contecerem em Los Angeles, Oxnard, Burbank e Nova Iorque. A 15 de abril de 2021, a polícia recebeu uma chamada sobre um possível tiroteio enquanto decorriam as filmagens entre a Avenida Hartford e a West 5th Street em Los Angeles. Três tiros foram ouvidos por várias testemunhas, e a equipa de produção confirmou que ninguém da equipa foi ferido. As filmagens foram suspensas, mas continuaram noutros locais. Depois da morte de Halyna Hutchins a 21 de outubro de 2021, no set do filme Rust, as armas reais foram banidas da série enquanto as filmagens decorriam. Antes da proibição, a série utilizava ocasionalmente armas em grandes cenários externos. A Showrunner Alexi Hawley afirmou que "qualquer risco é um grande risco" e explicou que, a partir daquele momento, apenas armas airsoft seriam utilizadas, com as chamas do cano a serem introduzidas em pós-produção usando imagens geradas por computador.

### Alegações de má-conduta e assédio no set
A 26 de julho de 2019, a TVLine reportou que Afton Williamson, que interpretava Talia Bishop, não iria regressar para a segunda temporada. Enquanto que o site de notícias alegou que a separação era amigável, Williamson, num longo post na rede social Instagram, afirmou que tinha deixado a série devido a "experienciar discriminação racial/comentários raciais inapropriados do departamento responsável pelo cabelo dos atores." Williamson também alegou sofrer de assédio sexual por parte do ator convidado Demetrius Grosse, que interpretou Kevin Wolfe num papel recorrente, bem como um incidente de bullying que escalou para agressão sexual numa festa; a chefe do departamento responsável pelo cabelo dos atores foi identificada como sendo Sallie Ciganovich. Williamson alegou que foi ter com os showrunners múltiplas vezes, mas foi ignorada.
Todos os envolvidos negaram as alegações. Uma investigação foi encomendada pelo escritório de advogados Mitchell Sillerberg and Knupp em conjunto com uma terceira-parte, EXTTI, que conduziu cerca de 400 horas de entrevistas e examinou vídeos e outras provas. Os resultados da investigação foram publicados a 17 de setembro de  2019, e concluíam que as acusações de Williamson não tinham fundamentos. Williamson manteve as suas afirmações, chamando os resultados da investigação de "tristes" e argumentou que os produtores tinham mentido para encobrir a verdade sobre o que aconteceu.

## Lançamento

### Transmissão
The Rookie é transmitido nos Estados Unidos pela ABC. Os episódios da primeira temporada iam para o ar às terças-feiras, enquanto que os da segunda passavam aos domingos. The Rookie é transmitido em mais de 180 países e territórios.
Em Portugal, a série é exibida no canal AXN.
No Brasil, está disponível no site de streaming Paramount+.

### DVD
A primeira temporada foi lançada em DVD na Região 1 a 27 de agosto de 2019, e na Região 4 (Austrália) a 22 de janeiro de 2020.
| Título DVD | Datas de Lançamento  | Datas de Lançamento | Datas de Lançamento     | Episódios | Discos |
| Título DVD | Região 1             | Região 2            | Região 4                | Episódios | Discos |
| ---------- | -------------------- | ------------------- | ----------------------- | --------- | ------ |
| 1          | 27 de agosto de 2019 | —                   | 22 de janeiro de 2020   | 20        | 4      |
| 2          | 23 de agosto de 2020 | —                   | 24 de fevereiro de 2021 | 20        | 5      |
| 3          | 22 de agosto de 2021 | —                   | 16 de fevereiro de 2022 | 14        | 4      |
| 4          | 21 de agosto de 2022 | —                   | 31 de agosto de 2022    | 22        | 6      |

## Receção

### Crítica
O site de agregação de avaliações Rotten Tomatoes reportou uma taxa de aprovação de 68% com uma avaliação média de 6.33/10, baseado em 22 avaliações da temporada 1. O consenso do website diz, "A presença confiável e agradável de Nathan Fillion faz com que valha a pena assistir The Rookie, apesar de o resto não ser particularmente memorável."
Metacritic, website que utiliza uma média ponderada, atribuiu uma classificação de 64 em 100, com base em 12 avaliações, indicando "críticas geralmente favoráveis".

### Ratings
| Temporada | Horário                                               | Episódios | Primeiro episódio       | Primeiro episódio   | Último episódio     | Último episódio     | Ano       | Rank | Média Audiência (milhões) |
| --------- | ----------------------------------------------------- | --------- | ----------------------- | ------------------- | ------------------- | ------------------- | --------- | ---- | ------------------------- |
| Temporada | Horário                                               | Episódios | Data                    | Audiência (milhões) | Data                | Audiência (milhões) | Ano       | Rank | Média Audiência (milhões) |
| 1         | Terças-feira 22 horas                                 | 20        | 16 de outubro de 2018   | 5.43                | 16 de abril de 2019 | 4.06                | 2018-2019 | 48   | 7.79                      |
| 2         | Domingos 22 horas                                     | 20        | 29 de setembro de 2019  | 4.11                | 10 de maio de 2020  | 4.66                | 2019-2020 | 32   | 8.19                      |
| 3         | Domingos 22 horas                                     | 14        | 3 de janeiro de 2021    | 3.44                | 16 de maio de 2021  | 3.77                | 2020-2021 | 29   | 7.11                      |
| 4         | Domingos 22 horas                                     | 22        | 26 de setembro de 2021  | 3.03                | 15 de maio de 2022  | 3.65                | 2021-2022 | 33   | 6.44                      |
| 5         | Domingos 22 horas (2022) Terças-feira 20 horas (2023) | 22        | 25 de setembro de 2022  | 3.36                | 2 de maio de 2023   | 4.33                | 2022-2023 | 25   | 6.47                      |
| 6         | Terças-feiras 21 horas                                | TBA       | 20 de fevereiro de 2024 | 3.77                | TBA                 | TBD                 | 2023-2024 | TBD  | TBD                       |

## Spin-off
A 8 de fevereiro de 2022, a ABC ordenou um epsiódio piloto para o spin-off baseado no FBI, com Niecy Nash no papel principal. Foi introduzido em dois episódios durante a temporada 4. A 9 de março de 2022, Kat Foster e Felix Solis juntaram-se ao elenco do spin-off. No mesmo mês, Frankie Faison juntou-se ao elenco. A 13 de maio de 2022, a ABC ordenou a série sob o título The Rookie: Feds. Foi relatado que a série passou por ajustes criativos para eliminar a personagem de Foster, o Agente Especial Casey Fox. Em junho de 2022, Britt Robertson, Kevin Zegers e James Lesure juntaram-se ao elenco como regulares.
O primeiro epsiódio de The Rookie: Feds foi ao ar a 27 de setembro de 2022 e o último a 2 de maio de 2023. The Rookie: Feds foi cancelada a 9 de novembro de 2023, depois de uma única temporada, como consequência das greves de 2023 da WGA e da SAG-AFTRA.